# Här ligger jag och blöder
Här ligger jag och blöder är en ungdomsroman av Jenny Jägerfeld utgiven 2010 på bokförlaget Gilla Böcker.

## Handling
17-åriga Maja råkar av misstag såga av sig den yttersta delen av sin vänstra tumme. Majas pappa börjar genast oroa sig för att Maja skulle ha gjort det med flit. Maja åker till Norrköping för att hälsa på sin mamma, men möts där av ett tomt hus. Av misstag hamnar hon på en fest i grannhuset, där hon förälskar sig i den 20-åriga Justin.

## Utmärkelser
Boken tilldelades 2010 års Augustpris för Årets svenska barn- och ungdomsbok:
Juryns motivering löd:
"Med träffsäker galghumor förkroppsligas Majas koketta och samtidigt oförställda utanförskap. En av misstag amputerad tumme kastar ut läsaren på en irrfärd i sökandet efter identitet. Ett psykologiskt porträtt med särskild trovärdighet i uttrycket."